# Rafael Méndez
Rafael Méndez (La Paz, 1904 - 1982) fou un futbolista bolivià de la dècada de 1930.
Va participar en el Campionat Sud-Americà de 1926 i 1927. Fou 9 cops internacional amb la selecció boliviana de futbol, amb la qual disputà la Copa del Món de futbol de 1930. Pel que fa a clubs, defensà els colors del Club Universitario La Paz.